# Бонд де Гатин
Бонд де Гатин (фр. Bonde de Gâtine) — французский свежий выдержанный сыр из козьего молока с белой пенициллиновой корочкой.

## Изготовление
Сыр производится с весны и до осени сельскохозяйственной организацией Фране, находящейся в болотистой области Гатине региона Пуату. Бонд де Гатин изготавливается из сырого молока коз альпийской породы. На одну головку сыра массой 400 грамм расходуется 2 литра молока. Выдерживается Бонд де Гатин в подвалах с высокой влажностью. Вызревание длится в течение периода от четырёх до десяти недель. Типичные для козьего сыра вкус и аромат появляются на 30—45 день созревания.

## Описание
Головки сыра имеют форму усечённого цилиндра диаметром 4,5—6 сантиметров, высотой 5—7 сантиметров и весом от 140 до 400 грамм. Головки покрыты тонкой морщинистой коркой с налётом натуральной плесени голубого, серого или белого цвета. Под коркой находится плотная однородная мякоть молочного белого цвета. Жирность сыра составляет 45 %.
Сыр обладает ярко выраженным сливочным кисло-солёным и в то же время фруктовым вкусом, насыщенным ароматом и богатым оттенками послевкусием. Хорошо сочетается с фруктовистыми белыми или розовыми винами, в частности с винами долины Луары.